# Sorges
Sorges là một xã, nằm ở tỉnh Dordogne vùng Aquitaine của Pháp. Xã này có diện tích 47,38 km², dân số năm 2004 là 1157 người. Xã nằm ở khu vực có độ cao trung bình 182 m trên mực nước biển.

## Thông tin nhân khẩu
| Năm    | 1962 | 1968 | 1975 | 1982 | 1990  | 1999  | 2004  |
| ------ | ---- | ---- | ---- | ---- | ----- | ----- | ----- |
| Dân số | 980  | 892  | 876  | 911  | 1 074 | 1 123 | 1 157 |